# گنادی کومناتوف
گنادی کومناتوف (روسی: Геннадий Викторович Комнатов؛ ۱۸ سپتامبر ۱۹۴۹ – ۱ آوریل ۱۹۷۹) دوچرخه‌سوار اهل اتحاد جماهیر سوسیالیستی شوروی بود.
وی در مسابقات کشوری و بین‌المللی در مجموع برندهٔ ۱ مدال طلا و ۳ مدال نقره شده‌است.